# Хоботок (хутор)

Вид на реку Северский Донец зимой, когда открыты речные шлюзы

Хобото́к — хутор в Каменском районе Ростовской области.
Входит в состав Богдановского сельского поселения.

## География
Хутор расположен недалеко от реки Северский Донец, рядом находится урочище Хоботок.

## История
В годы Великой Отечественной войны здесь проходили бои. В этом месте погибли 20 бойцов 99-й танковой бригады, чьи останки были найдены рядом с хутором и захоронены в декабре 2013 года. В 2014 году рядом с хутором был установлен памятник воинам 203-й стрелковой дивизии, погибшим за высоту 133,3.

## Население
| 2010 |
| ---- |
| 33   |

## Улицы
В хуторе имеется одна улица — Казачья.